# 卡尔海因茨·科普夫
卡爾海因茨·科普夫（德語：Karlheinz Kopf；1957年6月27日—），是一名奧地利政治人物，屬奥地利人民党，在2013年10月29日出任奧地利國民議會第二議長。
2016年7月8日，前奧地利總統海因茨·菲舍尔卸任，由奥地利社会民主党的多麗絲·布雷斯、奥地利自由党的諾伯特·霍費爾和他共同擔任奧地利聯合代理總統直到新總統選出。